# Ribes laciniatum
Ribes laciniatum är en ripsväxtart som beskrevs av Joseph Dalton Hooker och Thomson. Ribes laciniatum ingår i släktet ripsar, och familjen ripsväxter. Inga underarter finns listade i Catalogue of Life.